# Eleutherococcus setulosus
Eleutherococcus setulosus är en araliaväxtart som först beskrevs av Adrien René Franchet, och fick sitt nu gällande namn av Shiu Ying Hu. Eleutherococcus setulosus ingår i släktet Eleutherococcus och familjen Araliaceae. Inga underarter finns listade.